# Стівен Колбер
Стівен Колбер (англ. Stephen Colbert; нар.13 травня 1964, Вашингтон, Округ Колумбія, США) — американський комік, журналіст та ведучий телевізійних програм, автор декількох книжок. Вперше зажив популярності у програмі The Daily Show з ведучим Джоном Стюартом, а у 2005 році почав вести своє власне шоу The Colbert Report, яке позіціонувало себе, як пародію на консервативних коментаторів, на кшталт Білла О'Райлі. З часом шоу стало одним з найрейтінговіших на телебаченні. У 2006 та 2012 роках журнал Тайм зараховував його до списку 100 найвпливовіших людей.
З вересня 2015 року веде «Пізнє шоу зі Стівеном Колбером».

## Біографія
Стівен Колбер народився у Вашингтоні, округ Колумбія, у католицькій сім'ї, був наймолодшим з 11 дітей. Дитинство провів у м. Чарльстон, штат Південна Кароліна. Хоча прізвище Колбер має французьке походження, більшість його предків мали ірландське, англійське і німецьке коріння. У 1974 році, коли Стівену було 10 років, його батько і два старші брати загинули в авіакатастрофі. Ще в школі почав виступати на сцені у шкільних п'єсах, по закінченні школи поступив до коледжу Гампден-Сідні у Вірджинії, де вивчав філософію. Згодом перевівся до Північно-західного університету на акторське відділення.
Після закінчення навчання у 1986 році Колбер переїхав до Чикаго і влаштувався на роботу в одному з комедійних театрів міста. Через два роки його запросили приєднатися до виїзної трупи театра, де він працював наступні два роки. Разом з друзями у 1995 році Стівен Колбер заснував власну трупу коміків, які виступали з комічними скетчами на шоу мережі Comedy Central. У цій мережі також виходило шоу Джона Стюарта The Daily Show, на яке у 1997 році почали запрошувати зі скетчами і Стівена Колбера. На шоу він зображав пародію на консервативного кореспондента, що згодом стало його головним амплуа.
Із ростом популярності The Daily Show і самого Колбера у нього згодом з'явився намір розпочати своє власне шоу The Colbert Report. На шоу, пародіюючи консервативних коментаторів, Стівен почав вимовляти своє прізвище на американський манер із останньою літерою «т» — Колберт. Шоу майже зразу після виходу на екрани стало одним з найпопулярніших на американському телебаченні. У 2006 році його запросили, як одного з популярних коміків, на традиційну зустріч з кореспондентами у Білому домі, де він представив свій скетч перед президентом Бушем і його гостями. У 2008 році Стівен Колбер заявив про намір балотуватися на посаду президента у 2008 році, однак через фінансові складнощі не зміг стати кандидатом від Республіканської партії, а у Демократичній партії його кандидатура була відхилена у Південній Кароліні 1 грудня 2007 року.
У вересні 2010 року Стівен Колбер і його колега-комік Джон Стюарт стали організаторами масової демонстрації у Вашингтоні, біля Меморіалу Лінкольна під назвою Марш за відновлення здорового глузду та/чи страху (англ. Rally to Restore Sanity and/or Fear), яке стало пародією на подібний політичний мітинг консервативного коментатора Гленна Бека.
Після обрання президентом Дональда Трампа, став його послідовний і дотепним критиком.